# Добро, Барт и Локи
«Си́мпсоны: Добро́, Барт и Ло́ки» (англ. The Simpsons: The Good, the Bart, and the Loki), или просто «Добро́, Барт и Ло́ки» (англ. The Good, the Bart, and the Loki) — анимационный короткометражный фильм, основанный на мультсериале «Симпсоны». Производство Gracie Films и 20th Television Animation для Disney+. Это четвёртый короткометражный фильм во франшизе «Симпсоны» и второй рекламный фильм после мультфильма «Пробуждение силы после тихого часа», связанный с Disney+.
Короткометражка имеет отношение к медиафраншизе «Кинематографическая вселенная Marvel», особенно к сериалу «Локи» с Томом Хиддлстоном в главной роли одноимённого персонажа. Премьера фильма состоялась 7 июля 2021 года на Disney+ вместе с пятым эпизодом сериала «Локи».

## Сюжет
Акт 1
Один изгоняет Локи из Асгарда в Спрингфилд. Там бог обмана встречает Барта Симпсона, который приютил его к себе в семью. Во время ужина Локи колдует, превращая один стейк в два. Гомер Симпсон впечатлён этим, а его дочь Лиза — нет. За это Локи телепортирует её в Асгард, где она поднимает Мьёльнир и становится Тором. Она возвращается на Землю и приводит к дому Мстителей. Лиза-Тор мощным броском отправляет Локи в космос. Но оказывается, что это был не он. Настоящий Локи притворился Бартом.
Акт 2
Локи угощает всех в баре бесплатным пивом и говорит о вреде пластиковых бутылок. Однако, Барни на это не обращает внимание.
Акт 3
Ральф-Халк избивает Локи в башне Мстителей.
Акт 4
С некоторым изменением повторяется сцена из первого эпизода сериала «Локи»: Равонна Ренслейер обвиняет Локи в преступлении против священной линии времени, а также в том, что он незаконно вторгся в запретную зону Disney+; занял два парковочных места Гуфи; более популярен, чем все герои, говоря с британским акцентом, хотя должен быть из Норвегии; обещает хорошо себя вести, но всегда нарушает это обещание; заставляет смотреть кучу сцен после титров в надежде на продолжение сюжета. В конце она также просит Локи помыть его мерзкие волосы и объявляет его виновным.

## Актёры и персонажи
- Дэн Кастелланета — Гомер Симпсон, Барни Гамбл
- Нэнси Картрайт — Барт Симпсон, Ральф Виггам
- Ярдли Смит — Лиза Симпсон
- Морис Ламарш — Один: Правитель Асгарда, отец Тора и приёмный отец Локи, основанный на одноимённом мифологическом божестве.
- Донн Льюис — Равонна Ренслейер: Судья из организации «Управление временными изменениями».
- Том Хиддлстон — Локи: Приёмный брат Тора и бог обмана, основанный на одноимённом мифологическом божестве.

## Производство

### Разработка
После того, как «Симпсоны» были добавлены в Disney+, соавтор и исполнительный продюсер Джеймс Л. Брукс предложил создать серию короткометражных мультфильмов, в которых Симпсоны «вторгнутся и в остальную часть Disney+», чтобы привлечь внимание зрителей, которые, возможно, не знакомы с мультсериалом. К апрелю 2021 года, когда закончилась работа над первым короткометражным фильмом «The Force Awakens from Its Nap», исполнительный продюсер Эл Джин посчитал, что предстоящий на тот момент сериал от Marvel Studios «Локи» будет хорошим кандидатом для следующего короткометражного кроссовера, и понадеялся, что Том Хиддлстон повторит свою роль Локи. «Добро, Барт и Локи» был анонсирован в июне 2021 года с Хиддлстоном в главной роли. Оригинальное название короткометражного фильма является отсылкой на фильм Серджо Леоне «Хороший, плохой, злой» (англ. The Good, the Bad and the Ugly) 1966 года. Режиссёром стал Дэвид Сильверман.

### Сценарий
Джин заявил, что выбирать, какие жители Спрингфилда станут членами Мстителей, было «самыми интересными». Было решено сделать Лизу Симпсон Тором в качестве отсылки на Джейн Фостер (Натали Портман), которая становится Могучим Тором в предстоящем фильме «Тор: Любовь и гром» (2022). Джин отметил параллель между Тором с Локи и Лизой с Бартом. Креативная группа хотела сделать камео Стэна Ли, но сотрудники Marvel Studios отговорили их, заявив, что больше не снимают Ли в камео после его смерти. Команда также хотела включить «смехотворное количество сцен после титров в четырёхминутную короткометражку». Сцена после титров из сериала «Локи» была основана только на первом эпизоде сериала, и у команды была неделя, чтобы завершить её и добавить в мультфильм.

### Музыка
Marvel Studios предоставила музыку из фильма «Мстители» 2012 года для короткометражки.

## Релиз
Премьера фильма состоялась на платформе Disney+ 7 июля 2021 года вместе с пятым эпизодом сериала «Локи». Рекламный постер мультфильма был вдохновлён постером фильма «Мстители: Финал» (2019).

## Отзывы
Джон Шварц из сайта «Bubbleblabber» оценил короткометражку на 8 из 10 баллов, похвалив работу сценаристов и Тома Хиддлстона.
Майк Селестино из «Laughing Place» написал в своей рецензии, что этот мультфильм «стоит нескольких минут, чтобы посмотреть его».
Макс Марринер из «Gamerant» оценил короткометражку в 2 балла из 5 и написал, что «„Добро, Барт и Локи“ — это своего рода коммерциализированный гомункул, олицетворяющий ужасающую мощь „The Walt Disney Company“».